# Atholus paganettii
Atholus paganettii är en skalbaggsart som först beskrevs av Heinrich Bickhardt 1911.  Atholus paganettii ingår i släktet Atholus och familjen stumpbaggar. Inga underarter finns listade i Catalogue of Life.